# 桂白鹿
桂 白鹿（かつら はくしか、1984年6月7日 - ）は、上方落語協会に所属する落語家。桂文鹿の一番弟子である。

## 経歴
履正社高等学校卒業後、近畿大学法学部法律学科から東京で広告代理店勤務を経て2014年9月、桂文鹿に入門。本名が辰馬であることから、清酒「白鹿」の醸造元である辰馬本家酒造の了解を得て、「白鹿」の高座名を与えられた。
元サンデー毎日編集長で落語研究家として1943年に「落語の研究」を執筆した小説家の渡邉均（1894年8月6日 - 1951年3月16日）は、曾祖父の弟にあたる。